# 半扭转蚶
半扭转蚶（学名：Arca semitorta），是魁蛤目魁蛤科魁蛤属的一种。主要分布于南海，常栖息在浅珊瑚礁间，水深可达18-24米。